# Wudang
 Wudang Shan (kineski: 武當山, pinyin: Wǔdāng Shān, odnosno planina Wudang) sveta je planina (zapravo maleno gorje) u kineskoj provinciji Hubei, južno od grada Shiyana, s koje, kako se smatra, potječu unutarnje borilačke vještine, poglavito Tai Chi.
Službeno najviši vrh Wudanga, tzv. "mjerodavni", ima visinu od 1612 metara, ali cijelo gorje na drugim mjestima ima i veću visinu. Ovaj vrh je okružen sa 72 manja vrha i 24 klanca na kojima su izgrađene brojne građevine. Sve u svemu na Wudangu postoji 72 hrama, 139 lučnih mostova, 36 samostana i 12 paviljona, zbog čega je nastala izreka: "Samostan svakih pola milje, a palača na svaku milju".
Drevni kompleksi građevina na planinama Wudang su upisani na UNESCO-ov popis mjesta svjetske baštine u Aziji i Oceaniji 1994. godine jer "predstavljaju vrhunac profane i sakralne arhitekture, ali i umjetničkih dostignuća kineskih dinastija Yuan, Ming i Qing, u razdoblju od skoro 1000 godina".

## Povijest
Wudang planine su privukle pozornost kineskih careva još od dinastije Han (25. pr. Kr.-220.), a za vladavine dinastije Tang (618. – 907.) podignuat prvataoistička Dvorana pet zmajeva (627. – 49.), zbog čega se Wudang smatra kolijevkom taoizma. Ubrzo su uslijedili hramovi Taiyi i Yanchang, a 869. godine i Weiwu Gong. God. 1018., car dinastije Song, Zhenzong, je Dvoranu pet zmajeva pretvorio u hram Wulongci ("Hram pet predaka zmajeva"), a njegov nasljednik je dao izgraditi Dvoranu ljubičastog oblaka ispod vrha Zhanqi. Uslijedili su samostan Laojun i terasa Xianguan.
God. 1304., planine Wudanga su postale poznate kao Yuan Wu ("Blagoslovljena zemlja"), i tada su izgrađena Vrata blagoslovljene zemlje, i hramovi na liticama: Yuxu, Yinxian i Špilja gromovitog boga, te palača Tianyi-Zhenqing.
Iako palače i hramovi na Wudangu datiraju još iz 7. stoljeća, najveća skupina kompleksa izgrađena za dinastije Ming (14. – 17. st.). Najznamenitiji su Jindian ("Zlatna dvorana") iz 1416. god. koja jedna od najvećih bakrom i zlatom obloženih hramova u Kini; hram u stijenama - Nanyan gong ("Hram Nanyan") i Zixiaogong ("Hram ljubičastog oblaka") iz 1413. godine. Tijekom dinastije Ming preko 4000 ha zemljišta prekrivali su hramovi, tisuće taoista je živjelo u tom području, a izdana su 369 carska edikta o planini Wudang. Slava taoističkih redovnika iz Wudanga, kao što su Zhang Shouqing, Lu Dayou, i Wang Zhen, proširila se širom Kine.
Tijekom Kulturne revolucije (1966. – 76.) neki od hramova su oštećeni, ali je zbog slikovitog krajolika i taoističkih hramova, ali i povezanosti s borilačkim vještinama, poraslo zanimanje stranih turista za ovo mjesto.
Dana 19. siječnja 2003. godine, jedan zaposlenih škole borilačkih vještina je slučajno zapalio 600 godina staru palaču Yuzhengong koja je izgorjela do temelja.
- Hram Wudang
- Vrata blagoslovljene zemlje
- Nanyan gong
- Zixiaogong
- Put prema hramu

## Borilačke vještina na Wudangu
Smatra se da je Chang San-feng (张三丰) stvorio 12 formi. Svaka od tih formi djeluje na 12 glavnih i 8 sporednih meridijana te svaka posebno na jedan određeni meridijan. Tih dvanaest formi postoji i danas na planini Wudang (većina unutarnjih stilova vjerojatno imaju korijene u ovih 12 formi) i nazivaju se Wudang Shan Qi Disruption ("sustav uništavanja protivnikove energije s planine Wudang"). Legenda kaže da je inspiraciju dobio gledajući bitku bijelog ždrala i zmije.
Za tako nešto naravno ne postoje nikakvi dokazi a mnogi praktikanti tvrde da njihova linija vodi upravo od Chang San Fenga koji je zapravo mitološka osoba.
Od početka 20. stoljeća su se stilovi kung fua, Tai Chi Chuan, Xingyiquan i Baguazhang, smatraju Wudang stilom koji je 1928. godine Institut Zhongyang Guoshuguan odvojio od Shaolinskog.

## Vanjske poveznice
- Wudang Shan Zagreb  Arhivirana inačica izvorne stranice od 16. studenoga 2012. (Wayback Machine)
- International Wudang Federation (uključujući obuku na Wudangshanu)  Arhivirana inačica izvorne stranice od 18. srpnja 2016. (Wayback Machine) (engl.)
- Wudang Global Federation  Arhivirana inačica izvorne stranice od 4. svibnja 2011. (Wayback Machine) (engl.)